# Хърбърт Хауптман
 Хърбърт Арън Хауптман (на английски: Herbert Aaron Hauptman) е американски математик, лауреат на Нобелова награда за химия от 1985 г. Той разработва математически метод, който отваря нов период на изследвания в химията, касаещи определянето на молекулярните структури на кристализирани материали. В днешно време методите на Хапутман, които впоследствие той подобрява, се използват често за решаване на сложни структури. Именно заради този негов принос е удостоен с Нобелова награда.

## Биография
Хауптман е роден в еврейско семейство в Ню Йорк, САЩ. Той е най-голямото дете на Леа Розенфелд и Израел Хауптман. На 10 ноември 1940 г. се жени за Едит Ситринел, от която има две дъщери.
Той се интересува от науката и математиката още от ранна възраст. Завършва Градския колеж на Ню Йорк през 1937 г., а през 1939 г. получава магистърска степен по математика от Колумбийския университет.
След края на Втората световна война започва да си сътрудничи с Джером Карл във Военноморската изследователска лаборатория във Вашингтон. По това време записва докторантура в Мерилендския университет в Колидж Парк. През 1955 г. е вече дипломиран доктор по физика. Тази комбинация от експертиза по математика и физикохимия позволява на двамата да се справят челно с фазовия проблем на рентгеновата кристалография. Работата му по този проблем с критикува на времето, тъй като тогава той се е считал за нерешим. През 1953 г. двамата издават монография, която представлява въведение в пробабилистичните методи, които могат да се използват за разрешаване на фазовия проблем.
През 1970 г. Хауптман се присъединява към групата за кристалография на Медицинската фондация на Бъфало, към която става изследователски директор през 1972 г. През 2003 г. става един от 22-мата нобелови лауреати, които се подписват под Хуманистичния манифест.
Хърбърт Хауптман е автор на повече от 170 публикации – статии в списания, изследователски трудове и книги. До смъртта си през 2011 г. служи като президент на Медицинския изследователски институт Хауптман-Уудуард. Определя себе си като атеист и секуларен хуманист.